# Анегада (Девичанска острва)
Анегада (енгл. Anegada) је најсеверније од Британских Девичанских Острва, дела архипелага Девичанских острва. Анегада је једино до ових острва сачињено од корала и кречњака, док су остала вулканског порекла. Највиша тачка острва је 8 метара изнад површине мора. Име острва у преводу значи „Потопљена земља“ ("tierra anegada").
Са 38 km², Анегада је једно од већих острва у архипелагу, али и једно од најређе насељених. Има 285 становника 2010. године.
Анегада је позната по миљама белих пешчаних плажа и 29 км дугачком гребену Horseshoe, једном од највећих коралних гребена на Карибима. Гребен је изазвао стотине бродолома, укључујући HMS Astraea 1808, Donna Paula (1819) и MS Rocus (1929).
Главна привредна активност на острву је туризам. Типично, на острву борави око 200 посетилаца. Изолованост и мир на острву, плаже белог песка, живи свет: фламингоси, игуане, корњаче, као и богат подводни свет коралних гребена, су главне атракције острва. Острвљани се баве и риболовом. 